# Fricativa dental sonora
La consonant fricativa dental sonora, també coneguda com a fricativa interdental sonora, és un so que es representa amb el signe [ð] a l'AFI (la lletra eth del nòrdic antic i l'islandès).
Està present a moltes llengües del món, si bé no en totes té el caràcter de fonema. Entre les llengües que tenen aquest so (encara que no sigui com a fonema) hi ha el català, el castellà, el grec modern, l'àrab, i l'anglès.

## Característiques
1. És una consonant fricativa perquè la columna d'aire pateix una turbulència per l'acció de les dents.
2. És un so oral.
3. És un so sonor perquè hi ha vibració de les cordes vocals.

## En català
El català té aquest so però no és un fonema sinó un al·lòfon o variant de l'oclusiva alveolar sonora. Apareix en diversos contextos, sobretot quan es troba entre vocals o entre una vocal i una líquida l, r, s (per exemple, acudit /əkuðít/). Estrictament es representa amb un diacrític que indica una obertura més gran [ð̞].